# خرگوش پلید
خرگوش پلید (انگلیسی: The Story of a Fierce Bad Rabbit) عنوان کتاب با ژانر کودکان است که در دسامبر ۱۹۰۶ میلادی توسط بیترکس پاتر نوشته و نقاشی شده‌است. این قصه نخستین بار به‌وسیله انتشارات فردریک وارن اند کو ارائه گردید. داستان دربارهٔ یک خرگوش کوچولوی بدجنس است که در اثر شلیک یک شکارچی، دم و سبیل خود را از دست می‌دهد. کتاب برای نونهالان و کودکان نوشته شده بود و در ابتدا به صورت یک نوار کاغذی که در یک کیف مخصوص جمع می‌گردید و با روبانی تزئین می‌شد، طراحی شده بود. این نوع قالب کتاب در ابتدا مورد پسند کتاب‌فروش‌ها نبود و این باعث گردید پیکربندی کتاب به‌صورت نمونه‌های استاندارد کتاب‌های پیتر ربیت لایبرری تغییر کرده و دوباره چاپ گردد. با وجود این که این کتاب فروش خوبی داشت ولی تعداد زیادی از نسخه‌های کتاب از بین رفته است. کتاب خرگوش پلید سرآغازی برای سری کتاب‌هایی با بازی شخصیت پیترز ربیت برای کودکان گردید.

## داستان
خرگوشی بدجنس یک خرگوش خوب را بر روی نیمکتی می‌بیند. خرگوش خوب در حال خوردن هویجی است که مادرش به او داده است. خرگوش بدجنس به طمع هویج به نیمکت نزدیک شده و آن را از خرگوش خوب می‌خواهد. بعد از اندکی خرگوش بدجنس هویج را می‌ستاند و به خرگوش خوب چنگ می‌زند. خرگوش خوب فرار می‌کند و در یک گودال نزدیک به آنجا پنهان می‌شود. در این حال یک شکارچی متوجه خرگوش بد بر روی نیمگت می‌شود و آن را با یک پرنده اشتباه می‌گیرد. شکارچی به سوی خرگوش بدجنس شلیک می‌کند و وقتی به کنار نیمکت می‌رسد چیزی به جز یک هویج و یک دم خرگوش نمی‌بیند. در این حال خرگوش خوب، خرگوش بد را در حالی که نه سبیل داشت و نه دم و با سرعت می‌گریخت، تماشا می‌کند.

## قالب و انتشار کتاب

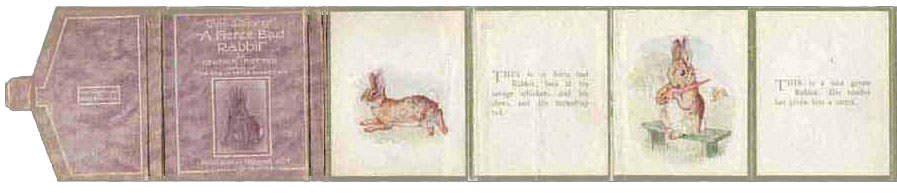
جلد کتاب خرگوش پلید به همراه چند صفحه از آن

داستان خرگوش پلید به سفارش لویی وارن دختر کوچک هرولد وارن، صاحب انتشارات فردریک وارن اند کو نوشته شد. انتشاراتی که بیترکس پاتر برای آن کار می‌کرد. لویی همواره در داستان‌ها شخصیت پیتر ربیت را خوش‌رفتار و خوب می‌دید و این بار خواستار چهره‌ای کاملاً خبیث از او بود.
در آن هنگام تمرکز کاری بیترکس پاتر بیشتر کتاب‌هایی با قالب اسباب‌بازی بود. خرگوش پلید برای کریسمس ۱۹۰۶ آماده شد. شکل کتاب به صورت یک نوار کاغذی آکاردئونی که در یک کیف کوچک جمع می‌گردید، طراحی شده بود. همچنین یک روبان که دور کیف پیچیده می‌شد، آن را آراسته می‌نمود. نوار به‌صورتی تا خورده بود که ۱۴ صفحه مصور از داستان خرگوش پلید را که از چپ به راست قصه را نقل می‌کردند، در خود جای می‌داد.
این گونه ساختار کتاب برای خوانندگان از محبوبیت خاصی برخوردار بود اما کتاب‌فروشان از این کتاب آکاردئونی شکل که با روبانی بسته شده بود، خوششان نمی‌آمد زیرا مشتریان کنجکاو آن‌ها را دائماً باز کرده و مشکلاتی را برای فروشندگان کتاب ایجاد می‌نمودند.
در سال ۱۹۱۶ بیترکس پاتر طرحی جدید برای کتاب ارائه داد.
کتاب خرگوش پلید با قالبی کوچک‌تر و سبک‌تر به نسبت سایر کتاب‌های پیترز ربیت لایبرری بازچاپ شد.
امروزه کتاب به‌شیوه استاندارد و در قالب کوچک منتشر می‌شود.

## حواشی انتقادی
در سال ۱۹۰۶ سه کتاب نوشته شده توسط بیترکس پاتر با نام‌های خرگوش پلید، داستان ماپت، پیشی خانوم و پیشی‌پیره مکار که به صورت نوار کاغذی و آکاردئونی طراحی شده بودند، به نسبت دیگر آثار این انتشاراتی که عمدتاً کارهایی بلند، علت و معلولی و پرشخصیت بودند، داستان‌هایی کوتاه به شمار می‌رفتند. شخصیت‌های هر داستان دارای نقش‌های کوتاهی هستند و یکی از این شخصیت‌ها نفر نخست و اصلی داستان است که نام کتاب هم از او گرفته می‌شود. هر داستان متکی به یک شخصیت خبیث و بدجنس است مثلاً خرگوش در مقابل شکارچی و گربه در مقایسه با موش. داستان خرگوش پلید و دیگر داستان‌های مذکور، ساده و غیرعادی هستند و برای نونهالان و کودکان نوشته شده‌اند. این کتاب‌ها آثار ضعیفی از بیترکس پاتر برای خوانندگانش بود. به این دلایل کتاب خرگوش پلید موفقیت چندانی به‌دست نیاورد. البته تصویرگری ملال‌آور و ناشیانه و همچنین تمرکز داستان بر پندآموزی و اخلاق، از دیگر دلایل ناکامی داستان بود. موجودیت دو خرگوش، مؤثرترین عواملی بودند که در عدم موفقیت این داستان نقش داشتند. خرگوش‌هایی که همانند پیترز ربیت و دیگر خویشاوندانش جذاب و بانمک نبودند.
داستان خرگوش پلید بیشتر مضمون سنتی دارد و از ارائه یک روند خلاقانه در داستان‌سرایی خودداری کرده‌است. همچنین این داستان بی‌تجربگی بیترکس پاتر در خصوص دنیای بچه‌ها را بازگو می‌نماید. بیترکس پاتر بیشتر علاقه‌مند به نامگذاری داستان بوده‌است تا اینکه تمایل به ادامه دادن داستان داشته باشد یا شخصیت‌های قصه را با دقت کمی وارسی نماید. نویسنده توجه خواننده (کودکان) را مستقیماً به دم، سبیل و پنجول خرگوش بدجنس معطوف کرده‌است و تمایلی به بیان تغییرات و احساسات چهره حیوان در داستان نداشته‌است. پس از ورود شکارچی به داستان، پاتر او را به شکلی ساده و بی‌روح معرفی می‌نماید: این یک مرد است که اسلحه‌ای با خود دارد. یا در جایی دیگر می‌گوید با تفنگ شلیک می‌کند و به جای استفاده از یک نام‌آوای نوآورانه، اصطلاح کلیشه‌ای بنگ (BANG) را متذکر می‌شود. گویا در ابتدا پاتر قصد داشته‌است برای گروه سنی بزرگتری این داستان را بگوید.